# Académie de la Grande Chaumière

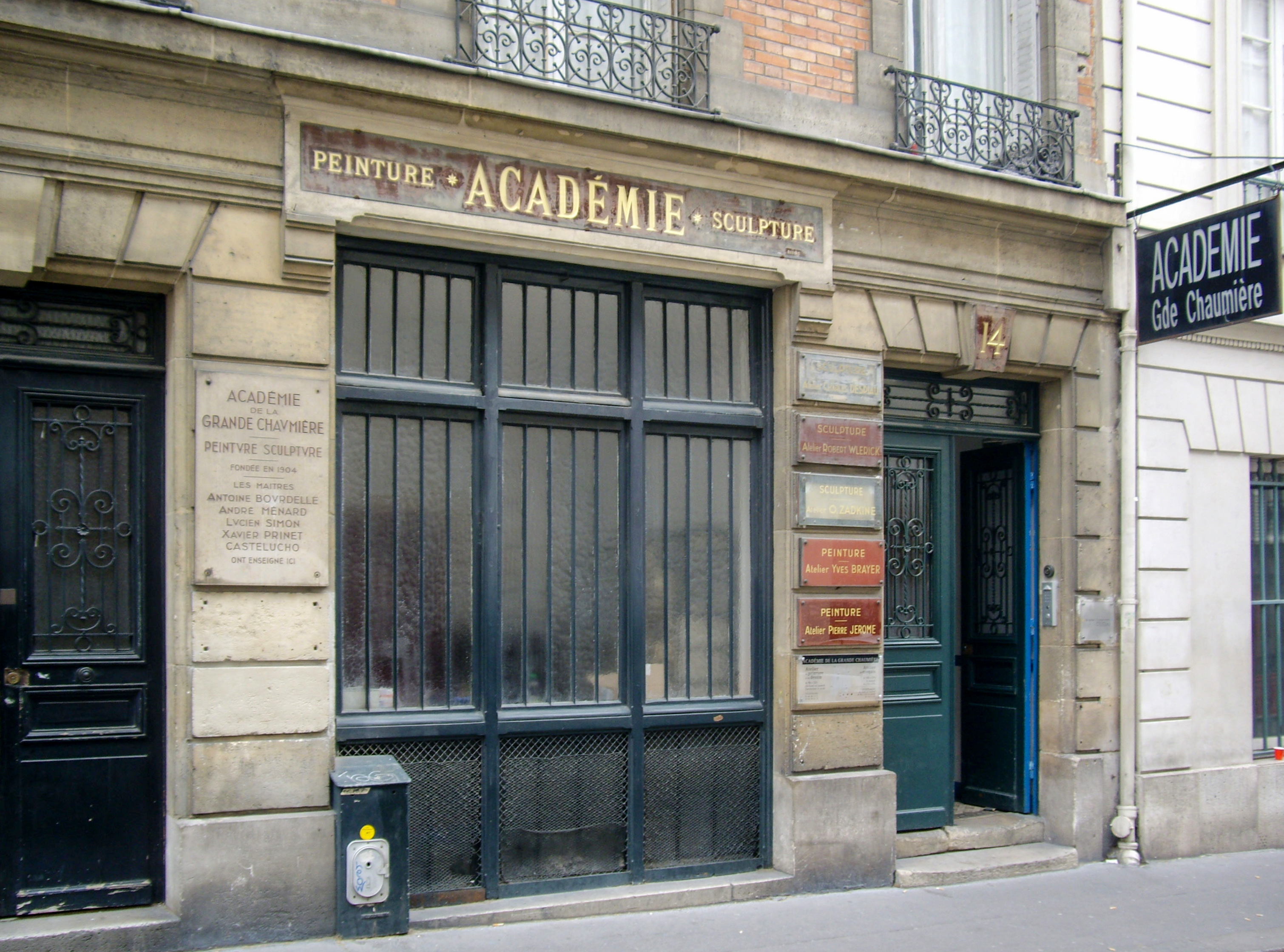
Académie de la Grande Chaumière

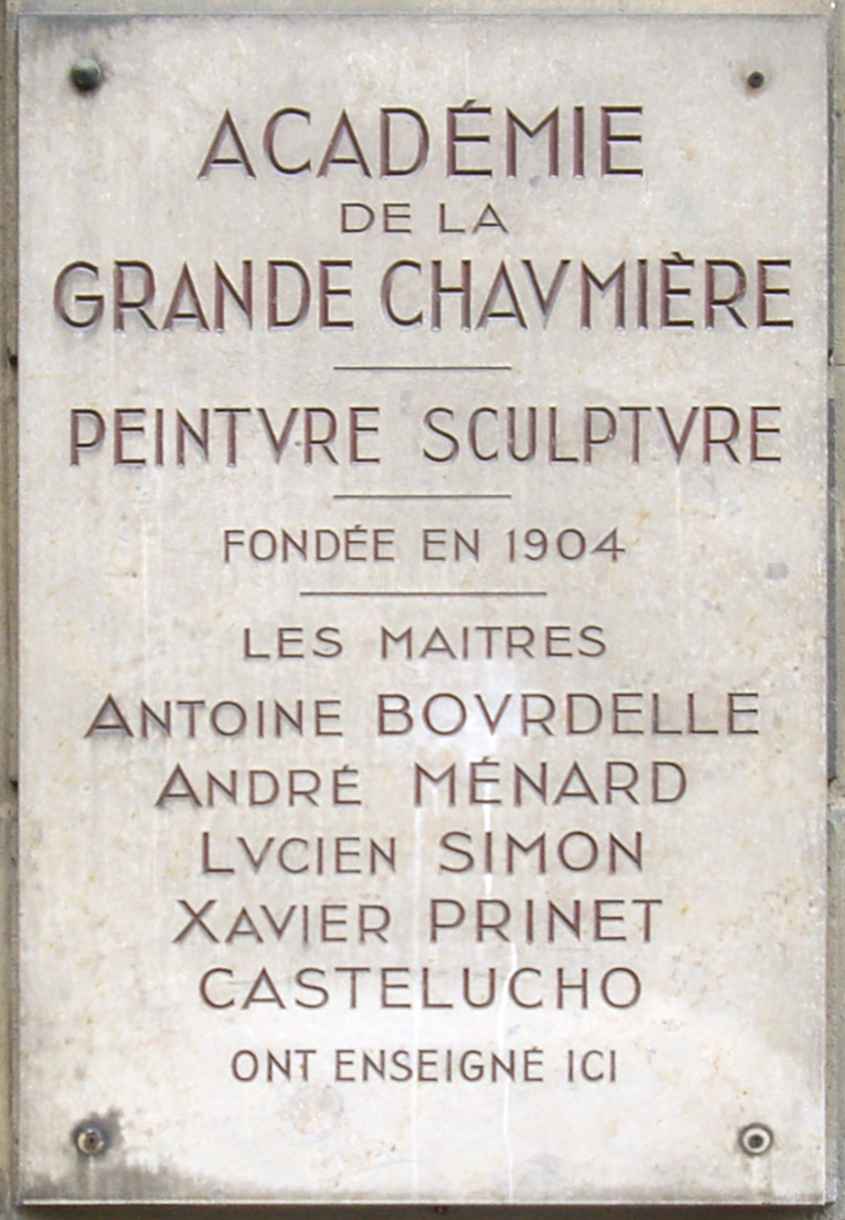
Tablica pamiątkowa

Académie de la Grande Chaumière – uczelnia artystyczna w paryskiej dzielnicy Montparnasse przy 14, rue de la Grande Chaumière w VI dzielnicy Paryża.
Została założona około roku 1902 i prowadzona w latach 1909 do 1945 przez szwajcarską malarkę Martę Stettler (1870–1945), jej przyjaciółkę Alicję Dannenberg (1861–1948) oraz hiszpańskiego malarza Claudio Castelucho.
Do grona nauczycieli należała m.in. Olga Boznańska, a także Antoine Bourdelle, Fernand Léger i Ossip Zadkine.
Od lat pięćdziesiątych XX wieku uczelnię prowadzi rodzina Charpentier, od roku 1957 nosi nazwę Académie Charpentier.
Inaczej niż w innych uczelniach artystycznych, Akademia przyjmowała każdego, kto chciał pod opieką mistrzów doskonalić swoje umiejętności w rysunku i malarstwie. Można było zapisywać się na tydzień, dzień lub nawet kilka godzin. Wieczorami odbywały się tzw. „Croquis à cinq minutes“ (pięciominutowe szkice), kiedy to modelki zmieniały pozycje co pięć minut.
Z powodu nieformalnej struktury zachowało się niewiele materiałów archiwalnych pozostawionych przez wciąż zmieniających się uczestników. Okres największego powodzenia Akademii przypadł na trzy pierwsze dziesięciolecia XX wieku.